# 西康科德 (麻薩諸塞州)
西康科德（英語：West Concord）是位於美國麻薩諸塞州米德爾塞克斯縣的一個普查規定居民點。

## 人口
根據2020年美國人口普查的數據，西康科德的面積為9.27平方千米，當中陸地面積為8.75平方千米，而水域面積為0.52平方千米。當地共有人口6320人，而人口密度為每平方千米681.77人。